# Nicolas Rolin
Pour les articles homonymes, voir Rolin et Rollin.
Nicolas Rolin ou Rollin, né vers 1376 à Autun et mort le 18 janvier 1462, est une grande figure politique de l'État constitué par les ducs de Bourgogne de la maison de Valois (1361-1482), ayant occupé le poste de chancelier du duc Philippe le Bon de 1422 à 1462.
Il est particulièrement connu pour avoir fondé, avec sa femme Guigone de Salins, l'Hôtel-Dieu de Beaune.
Il était seigneur d'Authumes, d'Aymeries, de Raismes (1406–1457), de Rugny, et 20e vidame de Châlons (1444–1462).

## Biographie
Il naît sous le règne de Philippe le Hardi (Philippe II de Bourgogne), fils du roi de France Jean le Bon, qui le fait duc de Bourgogne en 1363. En 1404, Jean sans Peur (1371-1419) succède à Philippe ; puis c'est Philippe le Bon (1396-1467), père de Charles le Téméraire. Philippe le Hardi, puis Jean sans Peur, jouent un rôle de premier plan dans le gouvernement du royaume de France sous le règne de Charles VI ; Philippe le Bon, après l'assassinat de son père, s'implique dans la guerre franco-anglaise en étant l'allié des Anglais de 1419 à 1435 contre le dauphin Charles, qui devient Charles VII en 1422.

### Origines familiales
Né au sein d'une famille bourgeoise d'Autun, Nicolas est le fils de Jean III Rolin (?–1391), seigneur de La Motte-Beauchamp, époux depuis 1372 d'Aimée Jugnot (?-vers 1400), fille de Henri Jugnot et de Yolande Chandelier.
Un aïeul avait épousé une riche héritière : Guillemette d'Arnay qui fit entrer dans le patrimoine familial des Rolin la maison forte de Gamay, près de Beaune.
Il a un frère, Jean IV Rolin.

### Mariages et descendance
Devenue veuve, sa mère, Aimée, épouse en secondes noces Perrenet le Mairet, bourgeois de Beaune. Celui-ci a deux filles d'un premier mariage, qui vont épouser les frères Rolin : Jeannette Le Mairet épouse Jean IV et Marie Le Mairet épouse Nicolas vers 1398. Jeannette meurt avant 1405, sans avoir eu d'enfants.
En 1407, Nicolas épouse en secondes noces Marie des Landes, mariage qui favorise son entrée dans la bourgeoisie de Paris. De ce mariage naissent quatre enfants, dont le premier en 1408 : Jean V Rolin. L'année suivante voit la naissance de Philippotte. En août 1411 naît Guillaume, et en 1413 Nicolas (v. 1413–v. 1450).
Veuf pour la seconde fois, il épouse en troisièmes noces le 20 décembre 1421, Guigone de Salins. Issue de la noblesse comtoise, Guigone est née à Beaune en 1403 et sert comme dame d'honneur de la duchesse de Bourgogne. Trois enfants naissent de ce mariage : Louise; Claudine ; et Antoine. Guigone décédera à Beaune le 24 décembre 1470.
D'une liaison avec Alix de Damas-Couzan, il aura Antoine et Marguerite ; d'une autre liaison avec une dame Loyse naissent Girard, légitimé en 1440 par le duc Philippe-le-Bon, et Louis dit le Bâtard d'Aymeries, légitimé en novembre 1449 par le roi Charles VII ; de dame Marguerite il aura un fils : Antoine ; enfin selon l'historien comtois Jules Chifflet, un autre fils, d'une inconnue : René, qui donnera la branche d'Aymeries.

### Carrière jusqu'à la chancellerie
En 1408, il est l'avocat du duc de Bourgogne (Jean Ier de Bourgogne, dit Jean sans Peur) au Parlement de Paris.

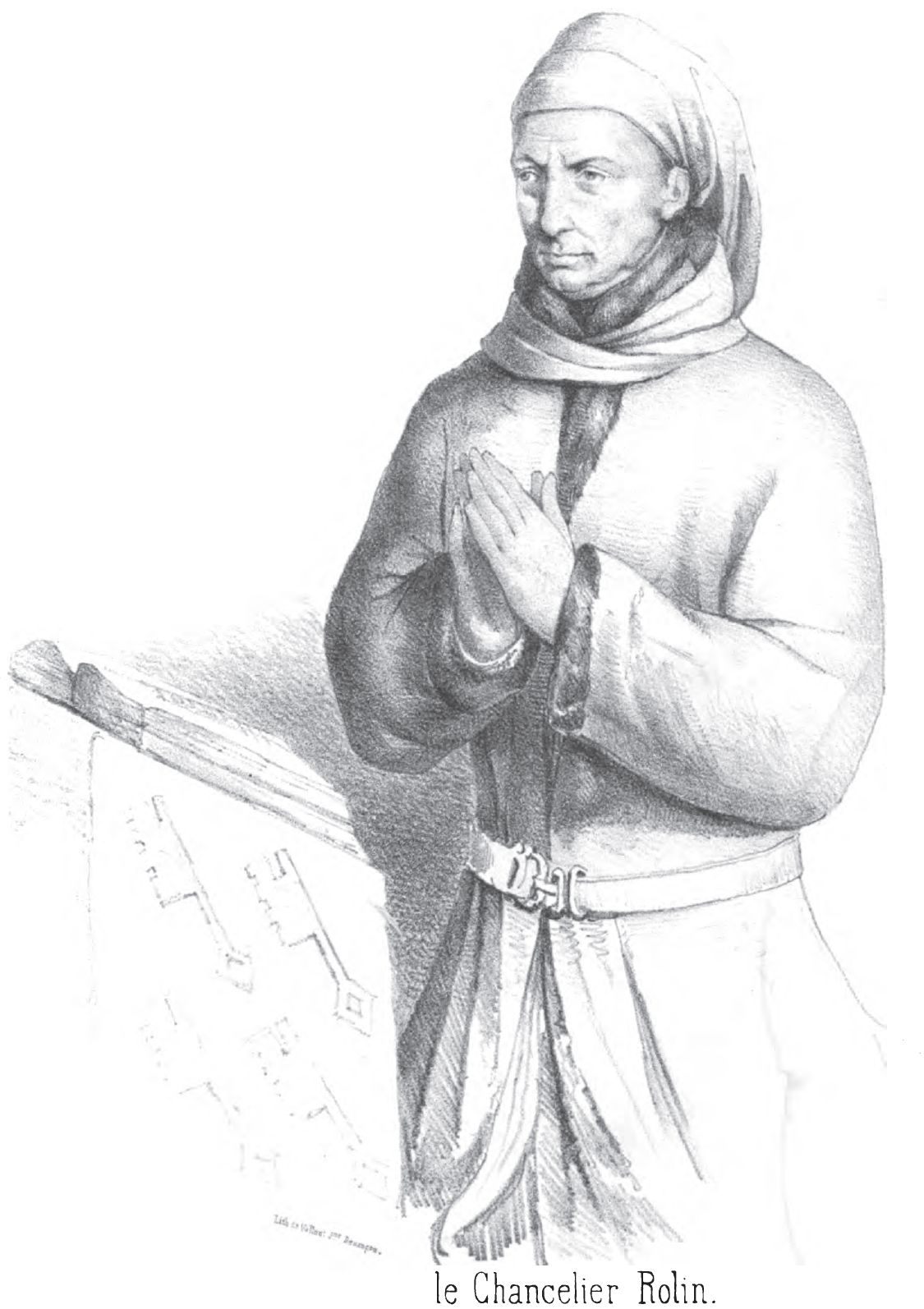
Gravure réalisée au début du XIXe siècle.

En 1419, Philippe le Bon devient duc après l'assassinat de son père à Montereau par des partisans « Armagnacs » du dauphin Charles.
Les possessions bourguignonnes et charolaises de Gui V de Damas-Couzan qui s'est rallié au dauphin, sont confisquées au profit de Nicolas Rolin.
En 1422, Nicolas Rolin est nommé chancelier par Philippe le Bon, qui le fait chevalier l'année suivante. Il succède à l'évêque de Tournai, Jean de Thoisy (1350-1433).

### Acquisitions foncières
Vers cette époque, il fait l'acquisition de la seigneurie d'Authumes et en 1423 des seigneuries de Chasseu, par achat à Jeanne de Longwy et de Monetoy Epinac, acquise auprès de Pierre de B(e)auffremont.
Il se porte ensuite acquéreur des seigneuries d'Aymeries et de Raismes (entre 1406–1457), terres appartenant à René d'Anjou dans le Hainaut. Il est très lié à Jean sans Peur, qui est parrain de son premier fils.
Vers 1430, le chancelier Rolin fait l'acquisition de la terre de Savoisy auprès de Pierre de Bauffremont. Il est l'âme et l'un des piliers du traité d'Arras (1435), qui marque la réconciliation entre le roi de France Charles VII et le duc de Bourgogne Philippe le Bon. Ce traité stipulait que tous les biens confisqués devraient être rendus à leurs légitimes propriétaires, mais par exception en faveur de Nicolas Rolin négociateur du traité, il fut convenu oralement que ce dernier conserverait ceux qui lui avaient été donnés. Eustache de Lévis porta l'affaire en justice, mais Rolin réussit à produire des pièces délivrées en Conseil, puis des lettres closes ordonnant aux autorités de prendre la défense de sa cause. Eustache de Lévis époux d'Alix de Damas-Couzan, ne recouvra sa seigneurie de Bragny qu'en acceptant l'offre de Nicolas Rolin, à savoir marier son fils Guillaume Rolin à Marie de Lévis, la fille d'Eustache. Mariage qui eut lieu le 9 mai 1442.
En 1444, il fait l'acquisition de la seigneurie en viager de Lens-Herchies sur Corneille de Grave, et entre cette date et 1462, il fait encore l'acquisition des terres de Rugny. Il deviendra vidame de Châlons, Grand Veneur héréditaire du Hainaut.

### Mort et inhumation
Il meurt en 1462, âgé de 85 ans et semble avoir été inhumé dans l'église Notre-Dame-du-Châtel d'Autun, disparue à la Révolution. 
Sa tombe est redécouverte en novembre 2020 lors d'un diagnostic de fouille préventive réalisé par le service archéologique de la ville d'Autun en collaboration avec l'INRAP dans l'optique d'agrandir le musée Rolin qui se trouve sur l'emplacement de sa maison natale. Un chroniqueur du règne de Philippe Le Bon, Georges Chastelain (historiographe des ducs de Bourgogne), écrivit que Rollin  avait été le "chef du sens et de la conduite de son prince d'où était venu  l'honneur, la félicité et la gloire qu'il avait eu en ce monde."

## Le mécène

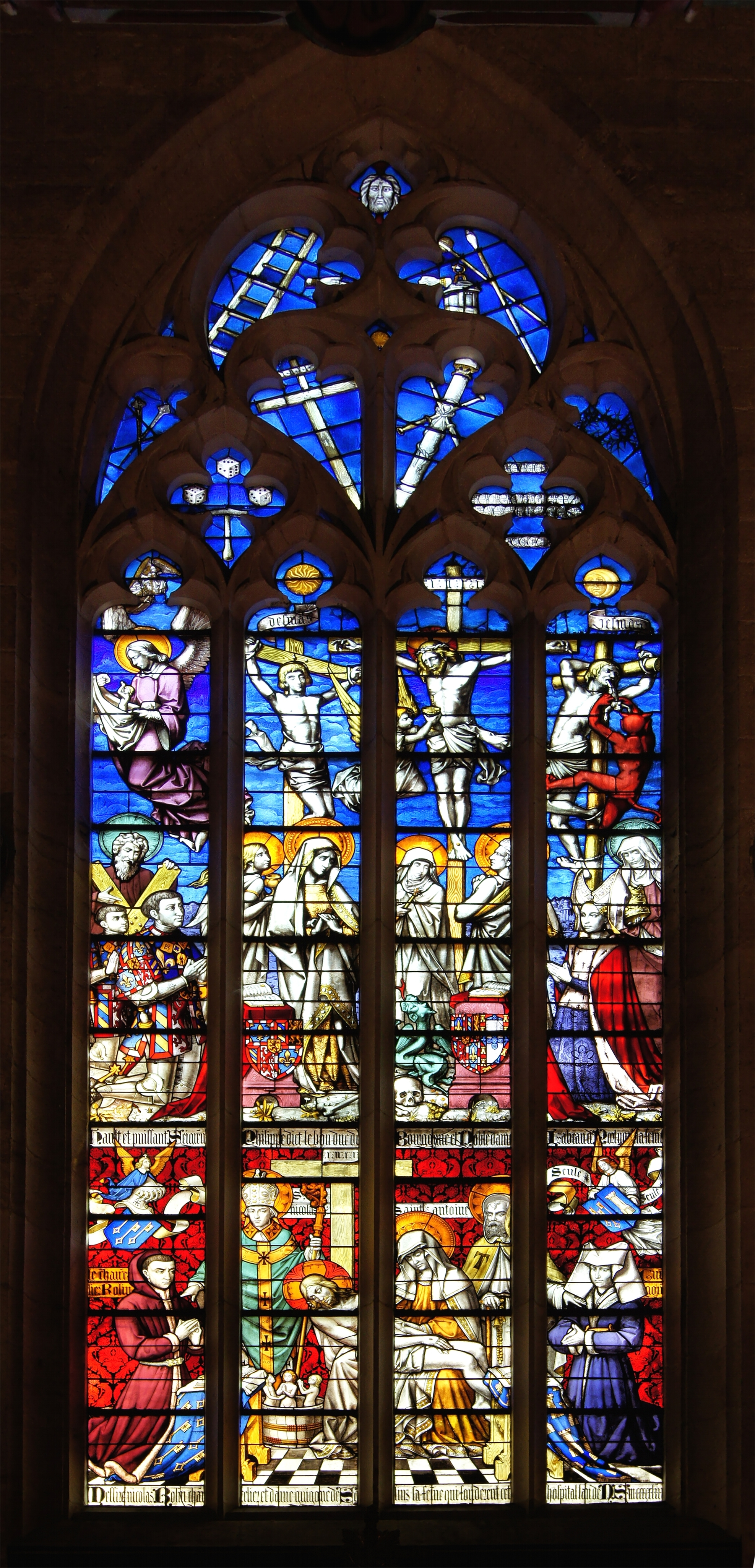
Nicolas Rolin, en bas à gauche du vitrail, chapelle des Hospices de Beaune.

Il est le fondateur, avec sa femme Guigone de Salins, des Hospices de Beaune, en 1443. Il crée en 1452 un nouvel ordre religieux : Les sœurs hospitalières de Beaune. C'est lui qui commande le polyptyque du Jugement dernier au peintre flamand Rogier van der Weyden, pour les hospices. Il commande un portrait orant : La Vierge du chancelier Rolin à Jan van Eyck. Il fonde également la chapelle du couvent des Célestins d'Avignon avec son fils qui aura une liaison avec une des religieuses et lui donnera un enfant, Jean VI Rollin. En la collégiale d'Autun, il érige Notre-Dame du Châtel avec un chapitre de onze chanoines.
- Extrait du texte fondateur des Hospices de Beaune par Nicolas Rolin

« Moi, Nicolas Rolin, chevalier, citoyen d’Autun, seigneur d’Authume et chancelier de Bourgogne, en ce jour de dimanche, le 4 du mois d’août, en l’an de Seigneur 1443… dans l’intérêt de mon salut, désireux d’échanger contre des biens célestes, les biens temporels… je fonde, et dote irrévocablement en la ville de Beaune, un hôpital pour les pauvres malades, avec une chapelle, en l’honneur de Dieu et de sa glorieuse mère… »

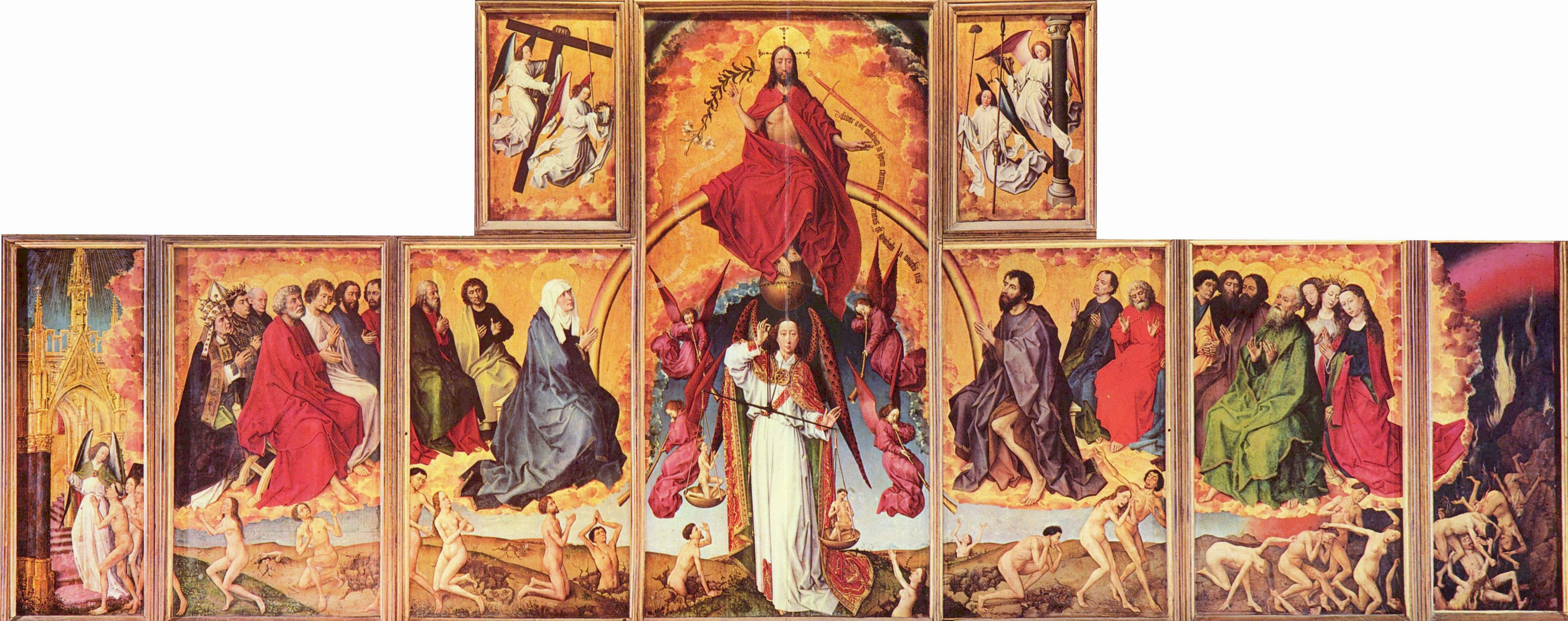
Le polyptyque du Jugement dernier ouvert.
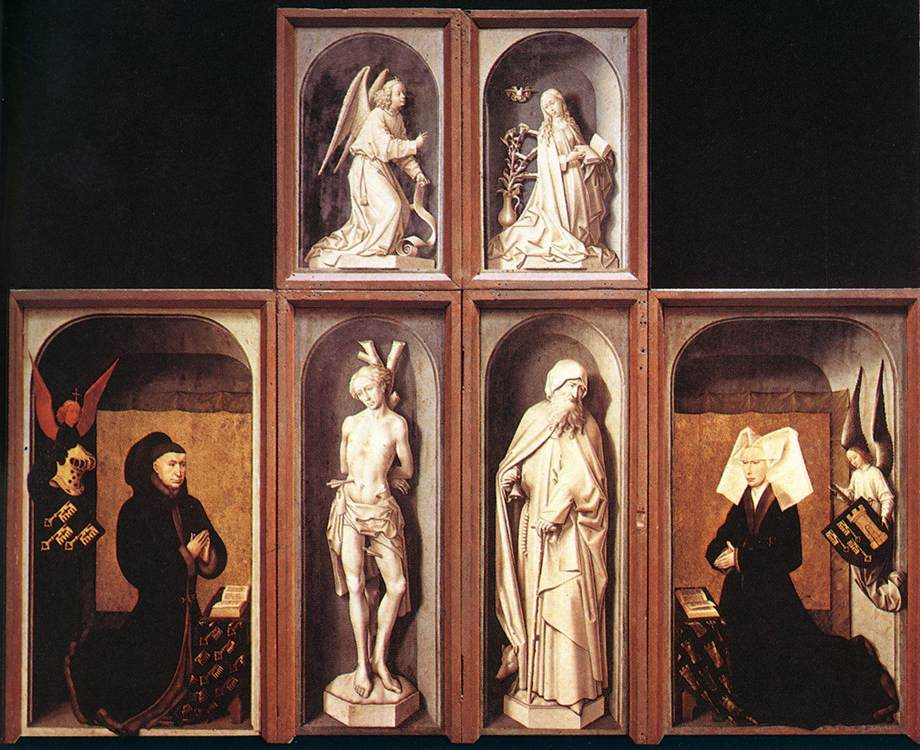
Panneaux fermants du polyptyque.

## Armoiries
| Blason | Blasonnement : « Champ d'Azur à trois clefs d'Or, deux en chef une en pointe » Devise : Deum Time (« Crains Dieu ») |

## Possessions
Le partage des biens de Nicolas Rolin, entre ses quatre héritiers, à savoir : sa veuve Guigone et ses trois fils, fait l'objet d'un accord survenu le 27 avril 1462, faisant état de 22 châteaux et 5 maisons fortes en Bourgogne, ainsi que de nombreuses seigneuries. En comptant les demeures possédées puis revendues on arrive à une soixantaine de forteresses, dont trente situées en Bourgogne.
Liste non exhaustive des possessions tenues en nom propre ou en fief de Nicolas Rolin :
- Aignay-le-Duc, aujourd'hui à l'état de buttes de terre.
- Alligny-en-Morvan, maison forte.
- Château d'Authume (Jura) (acheté le 3 mars 1423), ruines (Rolin semble avoir possédé Authume et Authumes ; ce dernier est plus certain que le premier).
- Autun, maison de son père près de la porte fortifiée, actuel musée Rolin, hôtel urbain fortifié.
- Aymeries, aujourd'hui à l'état de buttes de terre.
- Bagneux-la-Fosse (Aube) forteresse.
- Tour Bajole, à Couches, (Saône-et-Loire), la moitié de la seigneurie, acquise par son père en 1378, il s'en sépara.
- Château de Beauchamp, seigneurie et forteresse bâtie ou rebâtie par le chancelier, et qui ira dans l'héritage de son fils Guillaume Rollin.
- Beaune, hôtel urbain fortifié.
- Maison forte de Brion.
- Châtillon-sur-Seine (Côte-d'Or), maison forte.
- Château de Chazeu (vers 1423), à Laizy, ainsi qu'une maison forte[10].
- Gergy, forteresse ou maison forte, seigneur en 1438.
- Forteresses de Cheilly à Cheilly-lès-Maranges acheté par sa grand-mère en 1372 à Guillaume de Sampigny.
- Cissey, seigneurie en partie laïque avec maison forte au chancelier en 1450.
- Courcelles (Côte-d'Or), il y fit construire une maison forte vers 1458.
- Cussy-le-Châtel, seigneurie avec château en ruine.
- Dijon, hôtel urbain fortifié.
- Château de Monestoy, aujourd'hui château d'Epinac.
- Fontaine-lès-Dijon, forteresse.
- Maison forte de Gamay à Saint-Aubin.
- Island, forteresse.
- Tour de la Chancellerie (tour du Blé ou de Verdun) à Chalon-sur-Saône (détruite).
- La Forêt, maison forte en ruine dans ce village, sur la commune de Saisy, connue par premier texte de 1284.
- Maison forte de La Gorge.
- seigneurie de Lens-Herchies, achetée en viager à Corneille de Gavre.
- Forteresse de Lessard, sur la commune de Lessard-le-National.
- Lys, maison forte.
- Château de Marnay, seigneurie et forteresse bâtie ou rebâtie par Nicolas Rolin sur la commune de Saint-Symphorien-de-Marmagne.
- Château d'Oricourt (Haute-Saône) 1435.
- Maison forte Les Panneaux.
- Perrigny-lès-Dijon.
- Présilly (Jura), château de Présilly.
- Les Riceys (Aube), forteresse de Ricey-le-Bas avec la seigneurie.
- Maison forte de La Roche-au-Bazot, maison forte, aujourd'hui motte féodale.
- Saint-Brisson, forteresse.
- Saint-Léger-du-Bois, seigneurie et maison forte en ruine.
- Château de Sassenay à Sassenay, forteresse.
- Sautrone ou Sauturne, maison forte à Saint-Gervais-sur-Couches, forteresse de plaine à plates-formes quadrangulaires, fortifiée au XVe siècle (ruines)[11].
- Château de Savoisy, à Savoisy (Côte-d'Or).
- Sivry, forteresse de plaine au finage de Saisy, à plates-formes rectangulaires, fortifiée au XVe siècle, dans laquelle furent introduites des constructions modernes.
- Thury, seigneurie et maison forte en ruine.
- Château de Virieu, à Virieu-le-Grand (1442).

Dot de Guigone de Salins
- Château d'Ougney (Jura).
- Château de Salins (hôtel urbain fortifié)
- château de Présilly
- Château de Villeneuve, seigneurie avec château en ruine
- les forteresses de Toulouse, seigneurie avec château en ruine, Vernantois et Bornay
- Beauregard, seigneurie avec château en ruine *Pellapucin, seigneurie avec château en ruine sur la commune de Beffia[12]
- Pimorin, seigneurie avec château en ruine
- Flacey-en-Bresse
- La Roche-sur-l'Ognon
- Dole, hôtel urbain fortifié

Héritages collatéraux
- Château de Nancuise, (Franche-Comté) - château de Marigna-sur-Valouse - château de Savigna

Produits de confiscation
- Gyé-sur-Seine, forteresse confisquée sur Charles Ier de Rohan-Guéméné.
- Bragny-sur-Saône, maison forte et seigneurie confiscation de 1419, sur Gui de Damas de Cousan qui avait pris le parti de Charles VI, après l'assassinat de Jean sans Peur, ainsi que ses autres biens en Bourgogne et Charolais : château de la Perrière ; château de Lugny ; château du Plessis à Blanzy, au profit de Nicolas Rolin, ainsi que le château de Commune à Martigny-le-Comte qui appartenait à Claude de Damas. Château et seigneurie-châtellenie de Martigny-le-Comte et seigneurie de Villers, confisqués aux frères Jean et Jacques de Chazeron (de Châtelguyon, fils d'Oudard/Edouard et de Marguerite de Vollore ?).
- Maison forte de Nanc-lès-Saint-Amour, maison forte confisquée sur Antoine de Laye de St.-Léger.

## Postérité
Le chancelier Rolin a donné son nom à de plusieurs lieux publics, en Bourgogne :
- Musée Rolin, à Autun
- Centre Nicolas Rolin, au sein du Centre Hospitalier de Beaune
- Hôtel Rolin à Dijon
- Quai Nicolas Rolin, à Dijon
- Rues Nicolas Rolin, à Beaune, à Oricourt, à Marsannay-la-Côte, Chevigny-Saint-Sauveur.

Son nom reste également associé aux arts, avec la La Vierge du Chancelier Rolin, de Jan van Eyck ou aux vins, avec la cuvée Nicolas Rolin, du domaine viticole des Hospices de Beaune.

## Sources
- Hervé Mouillebouche & Claudine Paczynski, « Château et politique territoriale, le cas de Nicolas Rolin », dans Les Dossiers d'Archéologie, janvier/février 2012, no 349, pp. 68-73.
- Marie-Thérèse Berthier, John-Thomas Sweeney, Le chancelier Rolin, ambition, pouvoir et fortune en Bourgogne 1376-1462, Éditions de l'Armançon, Précy-sous-Thil, 2005 puis  Guy Trédaniel éditeur, 2021.  (ISBN 9782906594975).
- B De Chasseneuz, Catalogus gloriæ mundi, Lyon, Antoine Vincent, 1546.
- Hervé Mouillebouche, Les Maisons fortes en Bourgogne du Nord du XIIIe au XVIe siècle, Dijon, Éditions universitaires de Dijon (EUD), coll. « Sociétés », 2002, 488 p. (ISBN 2-905965-57-6, ISSN 1628-5409).
- G. Valat, « Nicolas Rolin, chancelier de Bourgogne » dans Mémoires de la Société éduenne, t. XL, 1912, pp. 73-145 ; t.XLI, 1913, pp. 1-73 ; t. XLII, 1914, pp. 53-148.
- Collectif, « Le Faste des Rolin : Au temps des ducs de Bourgogne » dans Dossiers de l'Art, no 49, juillet 1998.
- Lucien Taupenot, « Nicolas Rolin (1376-1462), chancelier de Bourgogne », dans la revue Nos Ancêtres Et Nous de l'Union Généalogique de Bourgogne, no 35 épuisé.
- B. Maurice-Chabard (dir.), La Splendeur des Rolin : un mécénat privé à la Cour de Bourgogne, table ronde des 27-28 février 1995, Paris-Autun, 1999.
- Françoise Vignier, « Les Châteaux des Rolin, dans Le faste des Rolin, au temps des ducs de Bourgogne », Dijon, 1998, dans Dossier de l'Art, no 49, pp. 98-99.
- Françoise Vignier, Dictionnaire des Châteaux de France : Bourgogne et Nivernais, éd. Berger-Levrault, 1980, 338 p.
- J.-B. de Vaivre, « La Famille des Rolin » dans La splendeur des Rolin, op. cit., p. 19-35.
- J. Laurent, « Les Fiefs des Rolin », compte-rendu dans les Mémoires de la Société d'Archéologie de Beaune, 1931-1932, p. 85-87.

## Iconographie
(liste non exhaustive)
Peintures

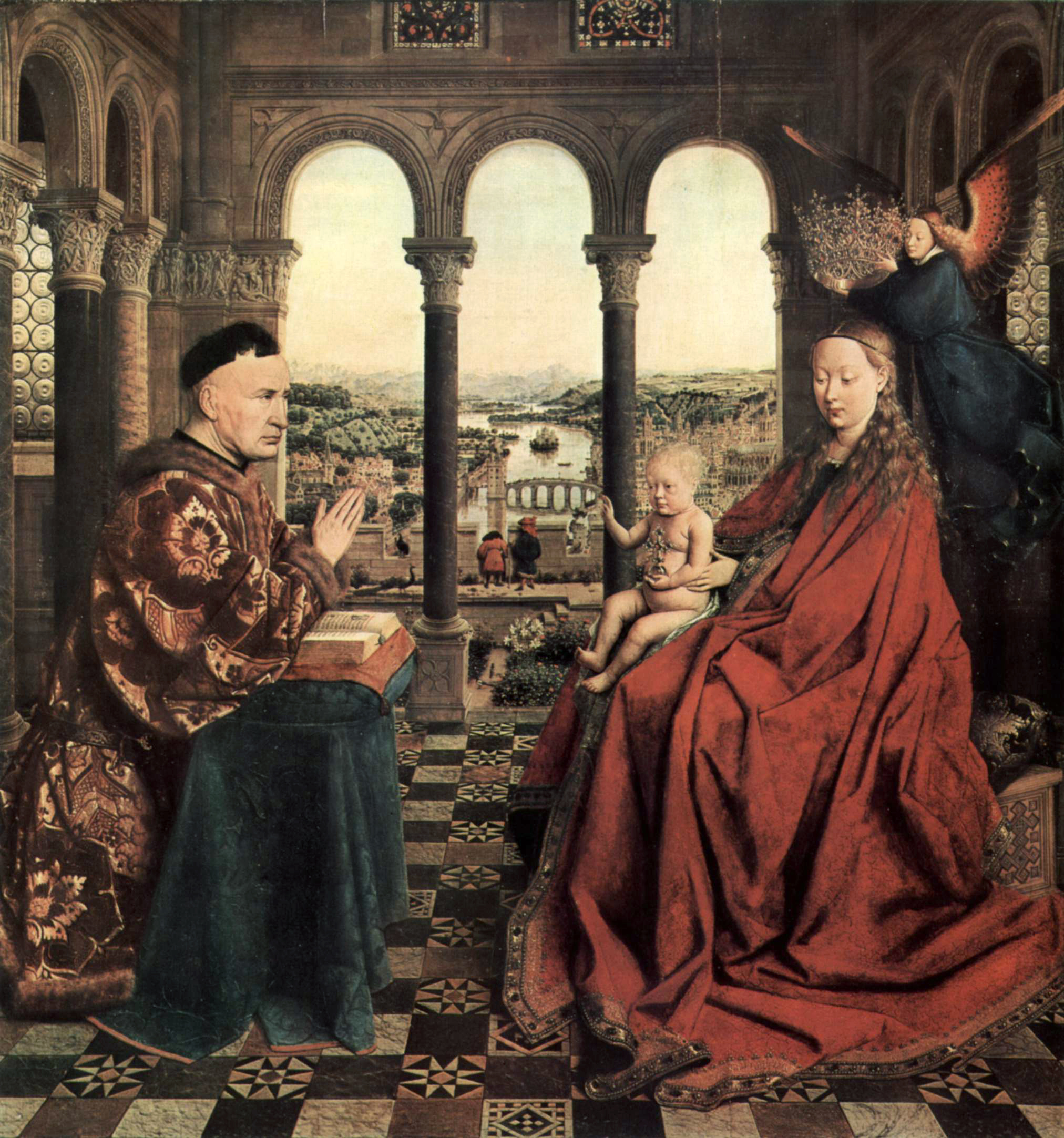
La Vierge au Chancelier Rolin de Jan van Eyck, vers 1435, pour l'église Notre-Dame d'Autun.

- Jan van Eyck, La Vierge du chancelier Rolin
- Rogier van der Weyden (Rogier de le Pasture)

Gravures
- Eugène Nesle (1822–1871), lithographie, portrait de Nicolas Rolin d'après Jan van Eyck.

Sculptures
- Henri Bouchard (1875–1960), Nicolas Rolin, statuette bronze (HB 84.276), 1925, musée des beaux-arts de Dijon (H 72 Inv. 48-54) ; bronze au musée national des beaux-arts d'Alger, 1917, H 72, Inv. 730, plâtre, dim. 75 × 25 × 17 cm signé sur terrasse à droite, musée Bouchard acquis 1984, (HB 84.276).
- Henri Bouchard, Guigone de Salins, 1912, bronze identique au musée des beaux-arts de Dijon, Inv. 48-34, moulage en plâtre Hospices de Beaune ; dim. : H:75 cm x L: 32 cm x P:30, Inv. musée Bouchard (HB 84.237).
- Henri Bouchard, médaillon de Nicolas Rolin et Guigone de Salins (avers), 1919, tirage en 1972, original en plâtre (HB 84211), médaille en bronze (D5 HB 84533), médaille plomb (D5.1.HB 841005), moulage plâtre (HB84.217–HB 85.012), fontes posthumes (HB 84.622–HB 86.0009–HB 86.010), musée Bouchard, épreuves aux musée d'Orsay & musée des beaux-arts de Beaune, dim. : diamètre : 32, signé en bas à gauche.
- Henri Bouchard, Nicolas Rolin et Guigone de Salins, statues, Cour des fondateurs, Hospices de Beaune, exécution 1911–1914, mise en place : 1921 & 1923, pierre taillée, dim. : H:250 cm X L:111 cm X P:81,5 cm, nom des personnages sur la base et signature de l'artiste plus sculpture masque de Nicolas Rolin, 1912, musée Bouchard (inv. HB 84309), plâtre Salon 1912 (HB 84.015), dim. : H: 34 x 23 x P: 20 cm.

Philatélie
- 1943 : un timbre de 4 francs[13], est émis. Il représente Nicolas Rolin et Guignone de Salins d'après le tableau de Roger de la Pasture et le porche de l'Hôtel-Dieu. Il a bénéficié d'une vente anticipée le 21 juillet 1943 à Beaune. Il porte le no YT 583[14]. Le dessin et la gravure sont du peintre Henry Cheffer (1880121957), ses dimensions sont : 36 × 21,45 mm, il possède 13 dents et il est imprimé en taille douce rotative. Retiré de la vente le 23 octobre 1943

## Objets personnels
- Bible de Nicolas Rolin, conservée à la bibliothèque du Grand Autunois Morvan (Ms 275 f. 3v, dépôt de l'Évêché)